# Cyril Genik
Cyril Genik, ukrán névváltozatban Kirilo Ivanovics Henik (ukránul: Кирило Іванович Геник; Nizsnyij Bereziv, 1857 – Winnipeg, 1925. február 12.) ukrán-kanadai emigráns közéleti személyiség, újságíró.

## Élete
1857-ben született a galíciai Berezivben. Az apja Ivan Henik, a falu elöljárója volt, Anyja Anna Percovics. Henik Kolomijában kezdte a tanulmányait, aztán elköltözött Stanislauba helységbe, ahol tanári képesítésre készült. A diplomáját Lembergben kapta meg és 1879-ben tanári állást kapott Nadvirnai járásban. 1882-ben visszatért a falujába és iskolát alapított. Az 1880-as években Henik malmot alapított és egy termelői szövetkezetet is, amit a Kárpáti Boltnak hívtak. 1890-ben Kolomijában beválasztották a városi tanácsba.
Találkozott Oleskiw Józseffel, aki az ukránokat biztatta, hogy vándoroljanak ki Kanadába. Oleskiw megkérte, hogy kísérje el őt és az ukrán emigráns csoport Kanadába és hogy segítsen a letelepedésüket intézni. Genik és családja, a felesége és négy gyermeke, csatlakoztak egy 64 emberből álló csoporthoz és 1896. június 22-én érkeztek Quebec City-be. Genik elkísérte a csoportot először Winnipegre és onnan Stuartburn-be (szintén Manitobában), amit, mint az első nyugat-kanadai ukrán települést tartanak számon. Augusztusban Genik kérelmet terjesztett be hogy Stuartburn-be földet és letelepedést kapjon, de gyorsan meggondolta és Winnipegre költözött. Ugyanabban a hónapban Oleskiw javasolta Genik alkalmazását, mint bevándorló ügynököt a kanadai Belügyminisztériumban. Szeptemberben Genik ideiglenes alkalmazottá vált, főleg tolmácsolással és fordítással foglalkozott, amikor szükség volt rá. Mint bevándorló ügynök, Genik fogadta a Quebec City-be érkező ukrán bevándorlókat, biztatta őket, hogy tanuljanak angolul és használják az angol nyelvet, adják fel a magukkal hozott tradíciókat és általában jelen volt, amikor szükség volt rá. A munkaterhe hamarosan nagyon megnőtt, ahogy az ukránok egyre nagyobb számban érkeztek Kanadába, olyannyira, hogy már 1898-ra Genik állandó fizetésű alkalmazottja volt a kanadai kormánynak és ezzel ő lett az első ukrán, akit a kanadai kormány felvett, mint állandó állami alkalmazottat.
1899-ben Genik megalapította a Sevcsenko Olvasókört a saját házában. 1903-ban megalapította az első ukrán nyelvű újságot, a Kanadai Farmert. Annak ellenére, hogy ő maga nem volt vallásos, hitt a görögkatolikus és az orosz ortodox egyháztól való függetlenségben és a presbiteriánusok segítségével 1903-04-ben megalapította a Független Görög Egyházat. 1911-ben amikor a választások folyamán a Liberális Párt, Genik pártja, vesztett, Genik is elvesztette az állását és ezzel a közigazgatásban való részvételét is. Egy ideig az USA-ban is élt, de visszatért Winnipegre, ahol 1925. február 12-én meghalt.
Az életében Genik olyan jól ismert volt az ukrán-kanadai közösségben, hogy Kanada cárjának hívták.

## Lásd még
Bádogdoboz székesegyház

## Bibliográfia
- Dictionary of Ukrainian Canadian biography, pioneer settlers of Manitoba, 1891–1900, V. J. Kaye, editor and compiler (Toronto, 1975)
- Oleksander Dombrovsky, Outline of the history of the Ukrainian Evangelical-Reformed movement (New York et Toronto, 1979) [text in Ukrainian]
- A heritage in transition : essays in the history of Ukrainians in Canada, M. R. Lupul, editor (Toronto, 1982)
- J.-P. Himka, Galician villagers and the Ukrainian national movement in the nineteenth century (New York, 1988)
- V. J. Kaye, Early Ukrainian settlements in Canada, 1895–1900 Dr. Josef Oleskow's role in the settlement of the Canadian northwest (Toronto, 1964)
- O.T. Martynowych, The Seraphimite, Independent Greek, Presbyterian and United Churches, umanitoba.ca/...canadian.../05_The_Seraphimite_Independent_Greek_Presbyterian_and_United_Churches.pdf
- O.T. Martynowych, The Taras Shevchenko Reading Club/Educational Society for ...umanitoba.ca/faculties/.../04_The_Taras_Shevchenko_Reading_Club.pdf –
- O. T. Martynowych, Ukrainians in Canada : the formative period, 1891–1924 (Edmonton, 1991)
- M. H. Marunchak, Studies in the history of Ukrainians in Canada (5 vol. published, Winnipeg, 1964– ) [text in Ukrainian]
- O. I. Sych, From the « new land » letters of Ukrainian emigrants from Canada (Edmonton, 1991) [text in ukrainian]